# 1836 en Belgique
Chronologie de la Belgique
- 1832
- 1833
- 1834
- 1835
- 1836
- 1837
- 1838
- 1839
- 1840

Cette page recense des événements qui se sont produits durant l'année 1836 en Belgique.

## Événements
- 30 mars : vote de la loi communale.

- 30 avril : vote de la loi provinciale.

- 7 mai : inauguration de la section Malines-Anvers du chemin de fer de Bruxelles à Anvers et raccordements (administration des chemins de fer de l'État).
- 16 mai : fondation de la Raffinerie tirlemontoise.

- 18 juin : la loi impose le système métrique pour les poids et les mesures en Belgique[1].

- 21 octobre : le Conseil provincial de la province de Hainaut prend la décision de créer une École provinciale des Mines du Hainaut, premier nom de la Faculté polytechnique de Mons[2].

- 4 novembre : Jan Frans Willems et Jan Baptist David fondent la Maetschappij tot Bevordering der Nederduitsche Tael- en Letterkunde (« Société de promotion de la langue et la littérature néerlandaises. »)

## Culture
- 12 septembre - 13 novembre : Ouverture du Salon de Bruxelles de 1836[3].

### Architecture

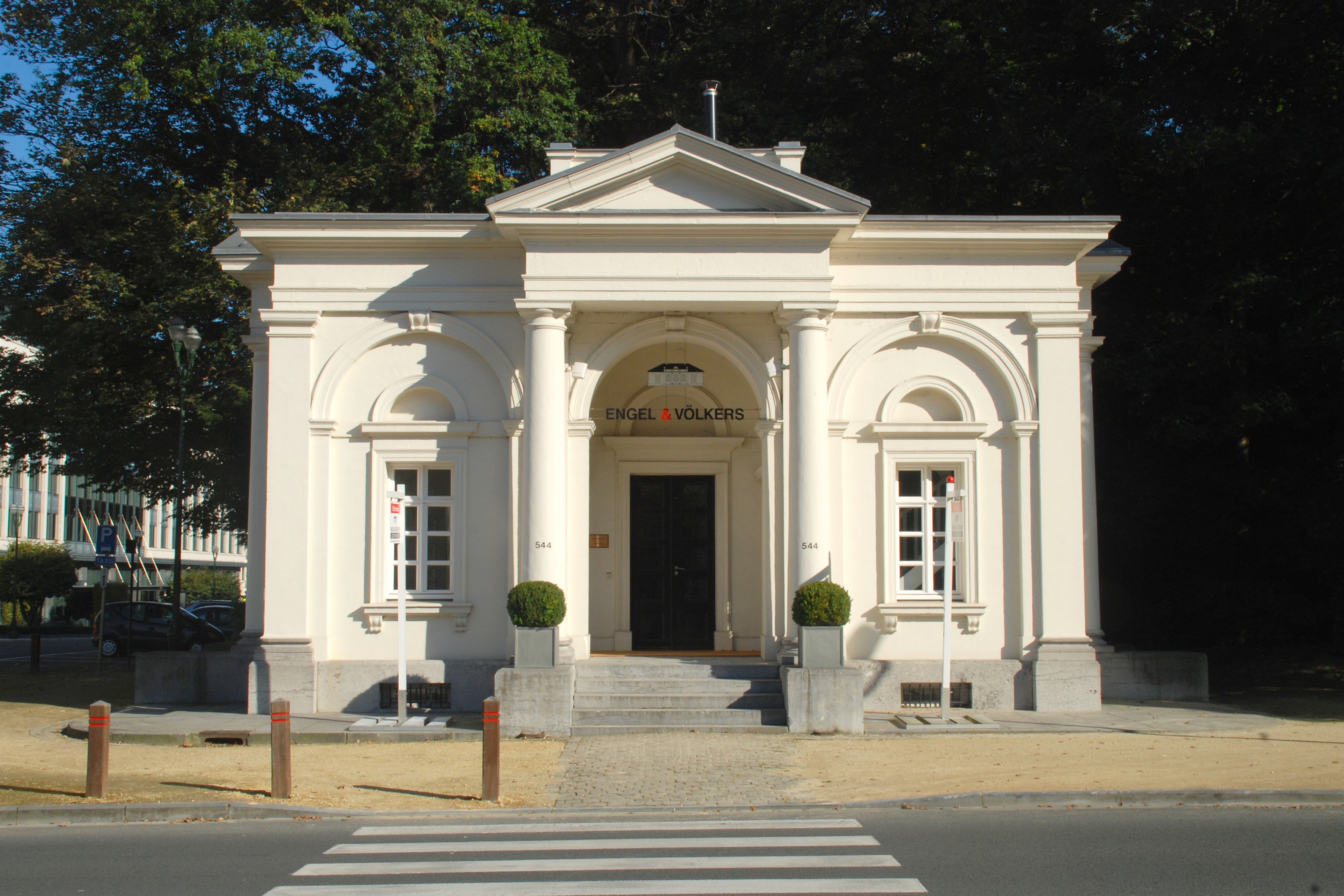
Anciens pavillons d'octroi de la Porte de Namur
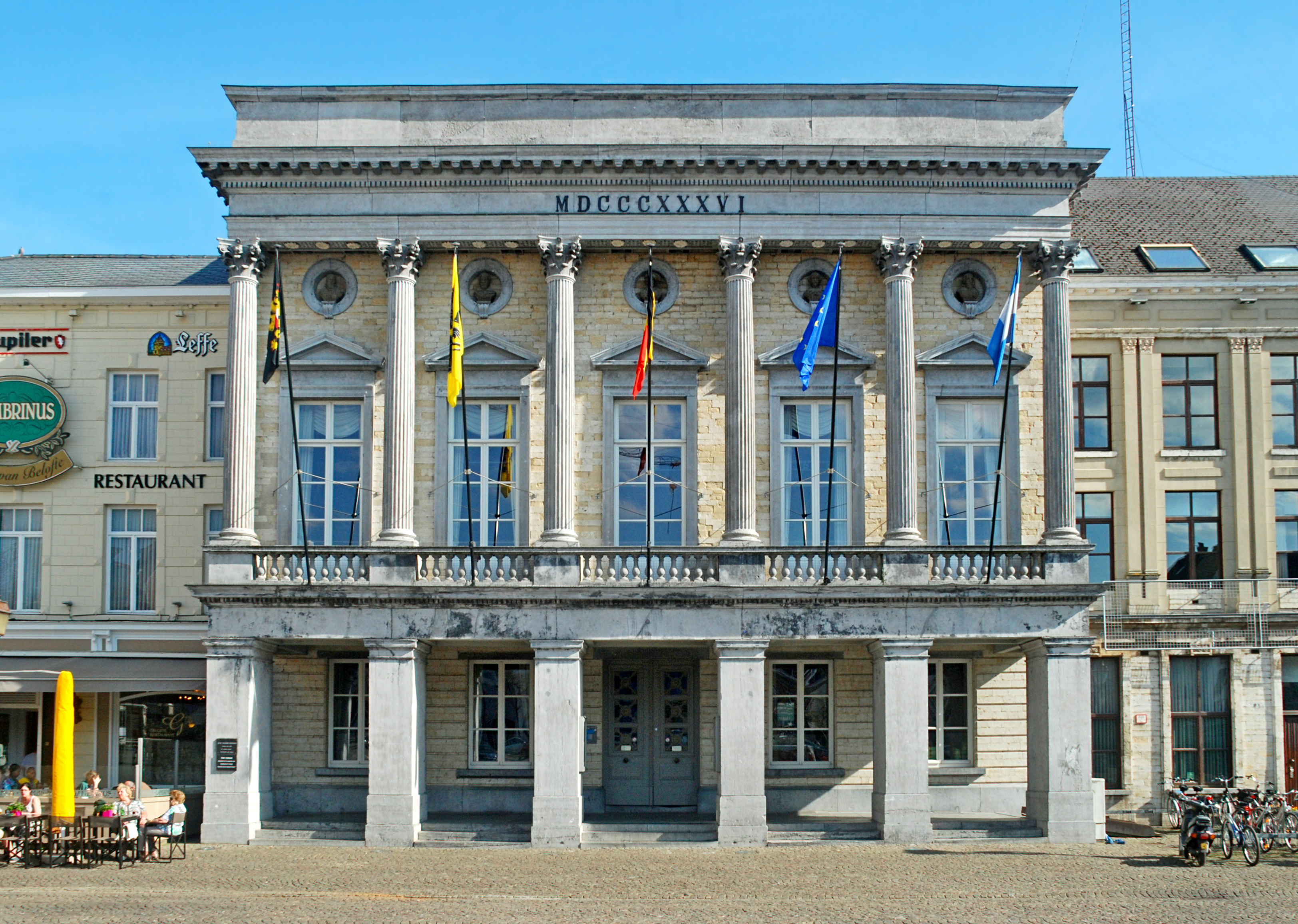
Hôtel de ville de Tirlemont

### Peinture

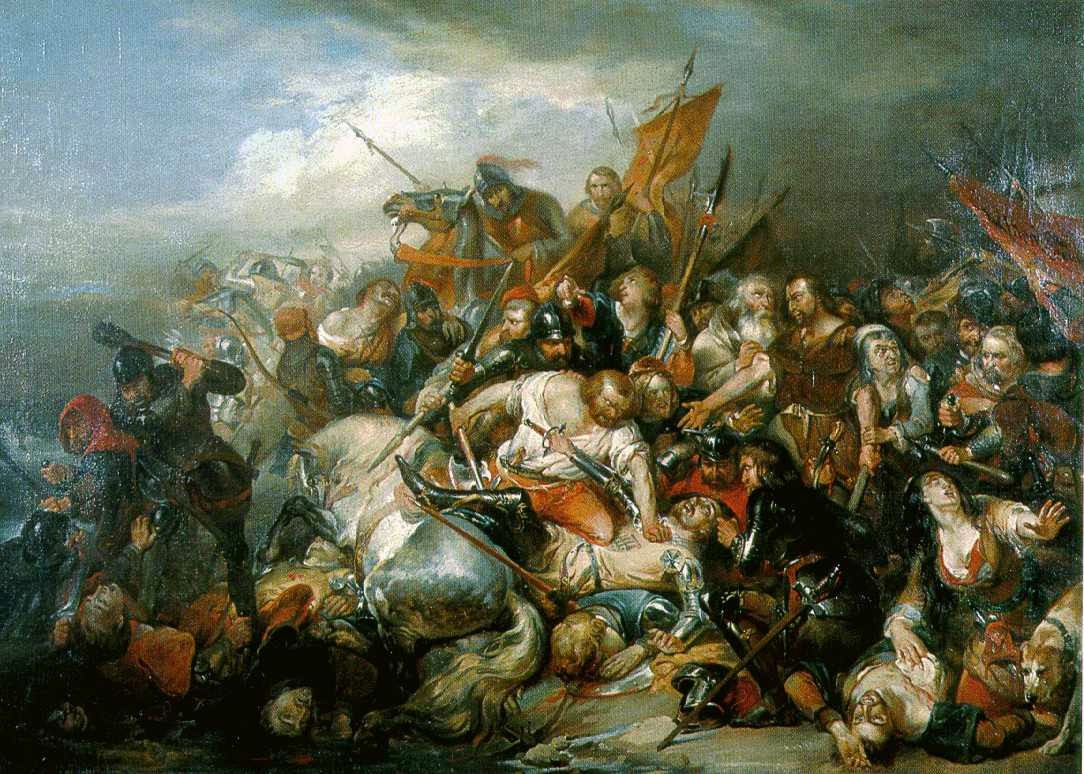
La Bataille des Éperons d'Or (Nicaise De Keyser)

### Sculpture
- Le sculpteur Joseph Geefs remporte le premier prix de Rome belge[4].

## Naissances
- 11 janvier : Jean-Baptiste Carnoy, biologiste.
- 15 janvier : Jean-Baptiste Abbeloos, recteur de l'UCL.
- 29 mars : Léon d'Andrimont, homme politique.
- 31 mars : Léonie de Waha, pédagogue, féministe.
- 30 avril : Charles de Spoelberch de Lovenjoul, écrivain.
- 8 mai : Adolphe Devos, homme politique.
- 9 juin : Guillaume Vogels, artiste peintre.
- 31 août : Félix De Baerdemaecker, artiste peintre.
- 9 octobre : Joseph de Riquet de Caraman, diplomate, homme politique.
- 12 octobre : Émile Banning, haut fonctionnaire.
- 12 décembre : Prosper Beaudrihaye, général.
- 15 décembre : Edmond Picard, bâtonnier, écrivain, homme politique.

## Décès
- 6 juillet : François de Robiano, homme politique.